# تشارلز هازلوود
تشارلز هازلوود (بالإنجليزية: Charles Hazlewood)‏ هو موزع بريطاني، ولد في 14 نوفمبر 1966.

## وصلات خارجية
- الموقع الرسمي
- تشارلز هازلوود على موقع IMDb (الإنجليزية)
- تشارلز هازلوود على موقع ميوزك برينز (الإنجليزية)
- تشارلز هازلوود على موقع قاعدة بيانات الفيلم (الإنجليزية)